# Saint-Samson-la-Poterie
Saint-Samson-la-Poterie is een gemeente in het Franse departement Oise (regio Hauts-de-France) en telt 238 inwoners (1999). De plaats maakt deel uit van het arrondissement Beauvais.

## Geografie
De oppervlakte van Saint-Samson-la-Poterie bedraagt 4,3 km², de bevolkingsdichtheid is 55,3 inwoners per km².
De onderstaande kaart toont de ligging van Saint-Samson-la-Poterie met de belangrijkste infrastructuur en aangrenzende gemeenten.

## Demografie
Onderstaande figuur toont het verloop van het inwonertal (bron: INSEE-tellingen).

1. ↑  Populations de référence 2022.